# هاروت کوستاندیان
هاروت کوستاندیان (ارمنی: Հարութ Կոստանդյան؛ انگلیسی: Yarut Kostandean زادهٔ ۳ ژانویهٔ ۱۹۰۹ - درگذشته ۱۳ ژانویهٔ ۱۹۷۹)، شاعر و نویسنده ارمنی‌تبار اهل ایران بود.

## زندگی‌نامه
وی در ۱۹۰۹ در بوشهر به دنیا آمد . وی در آناهیت و مِنک فعالیت می‌کرد. وی در ۱۹۷۹ در سن ۱۹۷۹ سالگی در پروانس درگذشت.